# 언더커버 캅스
《언더커버캅스》(Undercover Cops)는 IREM에서 1992년도에 제작한 액션 게임이며, D.A.S(Destroy And Satsujin)시리즈의 2번째 작품이다. 최초 아케이드 게임으로 개발되었으며 이후 여러 플랫폼으로 이식되었다.

## 개요
당시 스트리트파이터라는 대전액선게임이 선풍적인 인기를 끌고 있을 무렵 IREA에서는 롤플레잉 액션게임의 자존심을 지키기 위해 비장의 각오로 출시된 야심작이었다. 그러나 그렇게 공을 들여 만든 언더커버캅스임에도 불구하고 스트리트파이터의 영향이 너무 컸기 때문에 상대적으로 흥행에 실패했으며 이후 IREM은 롤플레잉격투게임을 포기하고 대전격투게임인 퍼펙트 솔져 (해외판:슈페리어 솔져)를 개발하기에 이르렀다.

## 줄거리
서기 2043년, 지구는 대재해로 인한 황폐지가 되었고 치안이 악화되어 악인들이 판치는 세계가 되버리고 만다. 사태를 해결하기 위해 통합군 정부는 '시티 스위퍼'(도시 청소부)란 용병들을 투입시키기로 결정, 주인공 일행들이 일본에 투입된다.

## 주인공
- 쟌 타카하라

2015년 1월 6일 생. 182cm, 68kg. 이종격투기 선수. 연인을 지키기 위해 휘두른 주먹으로 상대를 살해해 격투계에서 모습을 감춘다
- 매트 게이블

2018년 7월 4일 생. 195cm, 105kg. MVP까지 따낸 미식축구 선수. 넘치는 힘을 주체못해 미식축구계에서 영구추방되었다.
- 로사 펠몬트

2021년 1월 24일 생. 176cm, 55kg. 무술인. 자신의 연인겸 파트너 '토마스'를 악의 조직에게 살해당해 악을 용서치못하는 마음이 제일 강하다. 연인모집중.

## 시스템

### 조작
- 8방향 이동.
- A 버튼 : 공격.
- B 버튼 : 점프.
- A + B : 필살기.

### 초필살기
초필살기는 일어버전에만 존재하며 북미버전에는 존재하지 않는다(알파버전에선 가능하다). 체력의 30%를 소모하는 대신 웬만한 적은 다 몰살시킨다.
- 쟌 : B + ↓→ + A
- 매트 : B + ↓↑ + A
- 로사 : B + ← → + A

## 등장 요소

#### 기물
특이하게 음식 이외에 살아있는 동물이 체력회복 아이템으로 나오며 무기 역시 특이하게 전봇대, H빔, 폐차 등이 나온다.

#### 인물
켄지(kenji)
기본 적, 현상금 10달러.
두비(dooby)
기본 적, 현상금 20달러.
브레드(brad)
기본 적, 날아차기로 공격함. 현상금 30달러.
여우(fox)
여자 적. 스테이지 2부터 등장. 현상금 30달러.
마카쿠(makaku)
야구선수. 방망이로 공격한다. 현상금 60달러.
마드카(madca)
양 손에 칼을 장비한 채 공중에 떠다닌다. 스테이지 2부터 등장. 체력은 비교적 약하다. 현상금 80달러.
모그랄리안(moguralian)
두더지형 적. 현상금 20달러
베넷(bennet)
폭주족. 현상금 30달러
T900
스테이지 1의 보스인 펄스와 동일하다. 현상금 60달러.
가짜 쟌(jan black)
쟌과 동일하다. 현상금 90달러.
가짜 매트(matt black)
매트와 동일하다. 현상금 90달러.
가짜 로사 (rosa black)
로사와 동일하다. 현상금 90달러.

## 스테이지
스테이지1 저수지
- 보스 : 펄스(parcs) - 로봇. 강철팔을 이용하여 압착기로 던진다. 현상금 500달러.

스테이지2 공사현장
- 보스 : 프랑소와즈(fransowors) - 엄청난 비만인 여자. 굴착기로 공격한다. 현상금 500달러.

스테이지3 지하
- 보스 : 모그랄리안 베타(moguralianB) - 땅속으로 들어갔다 나오며 기관총으로 공격한다. 현상금 500달러.

스테이지4 도심지
- 보스 : 발바로취(balbarotch) - 융단을 깔며 등장. 권투글러브와 회전공격을 한다. 현상금 500달러. 앞의 3명의 보스보다 훨씬 어려운 대신 체력은 60%정도밖에 안 된다.

스테이지5 닥터 클레이보른의 헬기.
- 보스 : 닥터 클레이보른(Dr. Crayborn) - 자신의 헬기 안에서 핵미사일을 투하하려 시도한다. 그 후 괴물로 변신한다. 현상금 900달러.

## 평가
| 평가                                        |       |
| ------------------------------------------- | ----- |
| 평론 점수 평론사 점수 Super GamePower 3.8/5 |       |
| 평론 점수                                   |       |
| 평론사                                      | 점수  |
| Super GamePower                             | 3.8/5 |